# Jordan Reed
Jordan M. Reed (New London, 3 luglio 1990) è un ex giocatore di football americano statunitense che ha militato nel ruolo di tight end nella National Football League (NFL). Fu scelto nel corso del terzo giro (85º assoluto) del Draft NFL 2013 dai Washington Redskins. Al college ha giocato a football all’Università della Florida.

## Carriera professionistica

### Washington Redskins

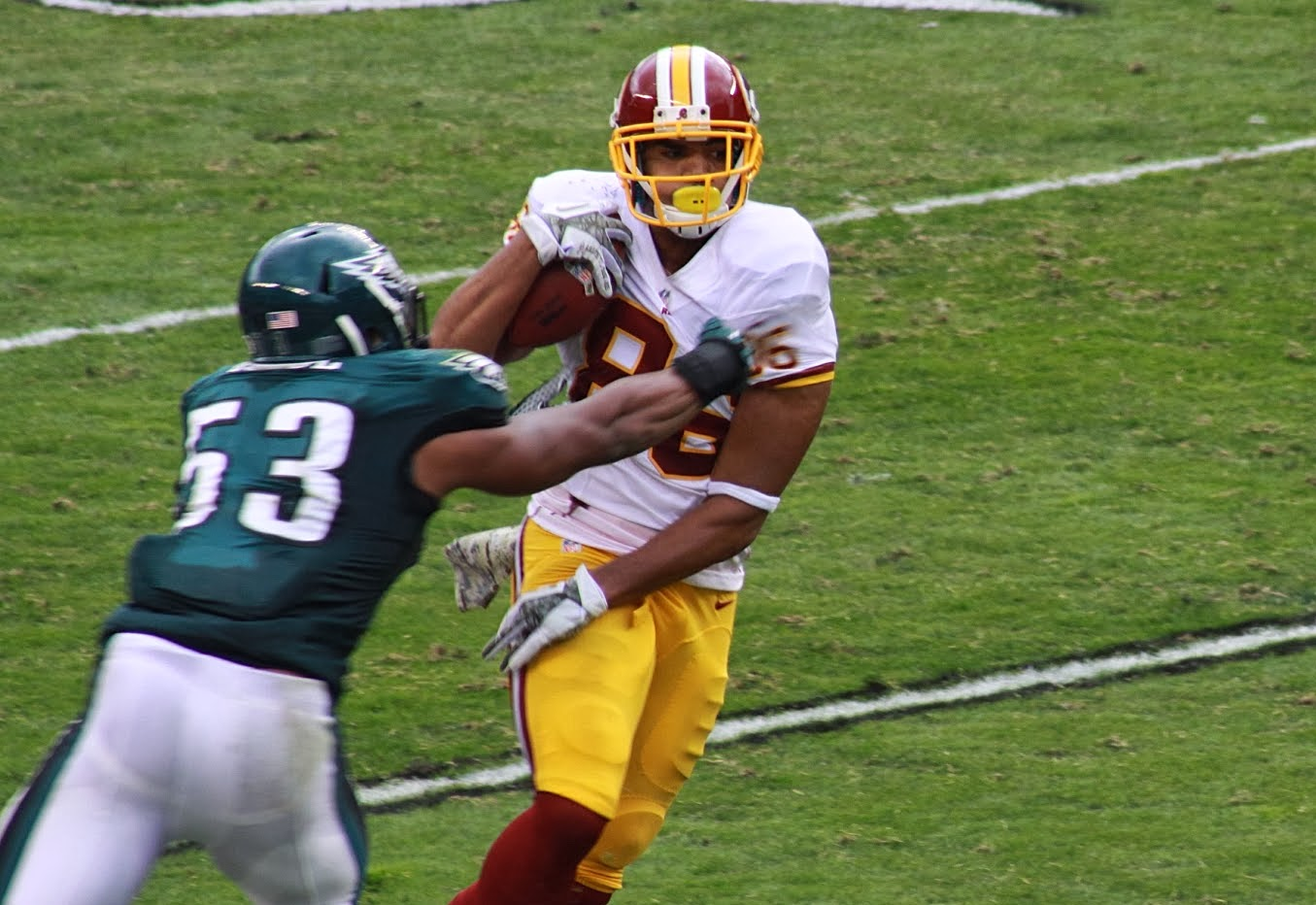
Reed contro gli Eagles il 17 novembre 2013.

Reed fu scelto nel corso del secondo giro del Draft 2013 dai Washington Redskins. Debuttò come professionista nella settimana 1 ricevendo 38 yard contro i Philadelphia Eagles. La settimana successiva, contro i Green Bay Packers, segnò il suo primo touchdown su passaggio di Robert Griffin III. Reed esplose nella settimana 7 contro i Chicago Bears ricevendo 9 passaggi per 134 yard e segnando il suo secondo TD in carriera. Il terzo lo segnò nella gara del Thursday Night della settimana 10 contro i Minnesota Vikings. Nella settimana successiva subì una commozione cerebrale contro i Philadelphia Eagles le cui conseguenze lo portarono ad essere inserito in lista infortunati il 19 dicembre. La sua stagione da rookie si concluse con 499 yard ricevute e 3 touchdown in 9 presenze, 4 delle quali come titolare.
Nel settimo turno della stagione 2015, Reed contribuì a rimontare un record di franchigia di 24 punti ai Tampa Bay Buccaneers segnando due touchdown, i primi dal 2013, nella vittoria per 31-30. Nella settimana 16 in casa degli Eagles, con in palio il titolo di division, Reed ricevette 129 yard e 2 touchdown nella vittoria che diede ai Redskins la prima vittoria della NFC East dal 2012. La sua annata si chiuse guidando tutti i tight end della NFL assieme a Rob Gronkowski con 11 touchdown su ricezione. Nel primo turno di playoff guidò i Redskins con 120 yard ricevute e un touchdown ma la squadra fu eliminata in casa dai Green Bay Packers..
Nel 2016, Reed fu convocato per il primo Pro Bowl in carriera.
Nel 2019 Reed rimase fuori dai campi di gioco per tutta la stagione a causa di una commozione cerebrale subita in pre-stagione.

### San Francisco 49ers
Il 9 agosto 2020 Reed firmò un contratto di un anno con i San Francisco 49ers. Nel secondo turno partì come titolare al posto dell'infortunato George Kittle rispondendo con 50 yard ricevute e 2 touchdown nella vittoria sui New York Jets. A fine stagione si ritirò.

## Palmarès
- Convocazioni al Pro Bowl: 1

2016
- PFWA All-Rookie Team - 2013